# Acacia hypermeces
Acacia hypermeces är en ärtväxtart som beskrevs av Alexander Segger George. Acacia hypermeces ingår i släktet akacior, och familjen ärtväxter. Inga underarter finns listade i Catalogue of Life.